# セルゲイ・ロズニツァ
セルゲイ・ロズニツァ（Sergei Loznitsa ロシア語：Сергей Лозница 1964年9月5日 - ）は、ベラルーシ生まれ、ウクライナ育ちの映画監督。現代ロシア社会を鋭く諷刺したドキュメンタリー作品でとくに知られる。

## 来歴
ロズニツァは1964年9月5日、ベラルーシのバラノビッチ市に生まれた。その後、家族とともにウクライナのキエフへ移住。1987年に工学と数学の学位を得てキーウ工科大学を卒業した。専門分野は応用数学と制御システムだった。卒業後は、キエフのサイバネティクス研究所で研究員として勤務。人工知能の研究に携わるほか、副業で日本語の技術翻訳も手がけていたという。
しかし映画製作がさかんだったキエフで暮らすうちに映画へ傾倒するようになり、1991年、モスクワの全ロシア映画大学に入学した。在学中はジョージア（グルジア）出身の監督ナナ・ジョルジャーゼに師事、とくに演出技法を学んだ。1997年に卒業、いくつかのスタジオで助監督などを経験したのち、2000年からサンクトペテルグルクの映画スタジオでドキュメンタリー制作を監督するようになった。2001年、家族とともにドイツへ移住、以後は主にヨーロッパで活動を続けている。
長編第二作の『霧の中（英語版）』 (2012) はカンヌ映画祭で初上映されたのち国際批評家連盟賞を受賞、ウクライナ人監督として欧米で大きな注目を集める一人となった。以後はドキュメンタリー映画を中心に製作するようになり、とくにウクライナのオレンジ革命を描いた『Maidan〈日本未公開〉（英語版）』（2014）や、ソ連のクーデター未遂事件を題材とした『新生ロシア1991』（2015）、『Victory Day〈日本未公開〉』（2018）などが高く評価されている。
2022年の時点で監督したドキュメンタリー作品が22本に上るのに対して、劇映画は5作品にすぎないが、3作目の『やさしい女〈日本未公開〉』が2017年にカンヌ映画祭でパルム・ドール（最優秀作品賞）にノミネート、4作目の『ドンバス』が同映画祭の＜ある視点部門＞で監督賞を受賞している。
日本では2021年に『国葬』などのドキュメンタリー三作品が「群衆」というテーマのもと公開された。
2022年にロシアのプーチン政権がウクライナへ侵攻すると、欧米メディアでプーチンらを激しく批判する活動を展開、同時にロシア国内で戦争に反対する声にも耳を傾けるべきだと主張して、ロシア映画排斥を求めたウクライナの映画団体をも批判した。

## 主な作品
| 公開年 | 邦題                     | 英語題名                           | ロシア語題名                    |                  |
| ------ | ------------------------ | ---------------------------------- | ------------------------------- | ---------------- |
| 2005   | （日本未公開）           | Blockade                           | Блокада                         | ドキュメンタリー |
| 2010   | （日本未公開）           | My Joy                             | Счастье мое                     | 劇映画           |
| 2012   | 霧の中                   | In the Fog                         | В тумане                        | 劇映画           |
| 2014   | （日本未公開）           | Bridges of Sarajevo                | Мосты Сараево                   | 劇映画           |
| 2014   | （日本未公開）           | Maidan                             | Майдан                          | ドキュメンタリー |
| 2015   | 新生ロシア1991           | The Event                          | Событие                         | ドキュメンタリー |
| 2016   | アウステルリッツ         | Austerlitz                         | Аустерлиц                       | ドキュメンタリー |
| 2017   | ジェントル・クリーチャー | A Gentle Creature                  | Лагідна / Кроткая               | 劇映画           |
| 2018   | ドンバス                 | Donbass                            | Донбас / Донбасс                | 劇映画           |
| 2018   | （日本未公開）           | Victory Day                        | День победы                     | ドキュメンタリー |
| 2019   | 粛清裁判                 | The Trial                          | Процесс                         | ドキュメンタリー |
| 2019   | 国葬                     | State Funeral                      | Государственные похороны        | ドキュメンタリー |
| 2021   | バビ・ヤール             | Babi Yar. Context                  | Бабий Яр. Контекст              | ドキュメンタリー |
| 2021   | ミスター・ランズベルギス | Mr. Landsbergis                    | Господин Ландсбергис            | ドキュメンタリー |
| 2022   | 破壊の自然史             | The Natural History of Destruction | Естественная история разрушения | ドキュメンタリー |
| 2022   | キエフ裁判               | The Kiev Trial                     | Киевский процесс                | ドキュメンタリー |

## 主な受賞
| 受賞年 | 賞                         | カテゴリー               | 受賞対象                 | 結果       |
| ------ | -------------------------- | ------------------------ | ------------------------ | ---------- |
| 2021   | カンヌ国際映画祭           | ゴールデン・アイ賞       | バビ・ヤール             | 受賞       |
| 2018   | カンヌ国際映画祭           | 「ある視点」監督賞       | ドンバス                 | 受賞       |
| 2017   | カンヌ国際映画祭           | パルム・ドール賞         | ジェントル・クリーチャー | ノミネート |
| 2012   | カンヌ国際映画祭           | FIPRESCI賞               | 霧の中                   | 受賞       |
| 2019   | ウクライナ映画アカデミー賞 | 監督賞                   | セルゲイ・ロズニツァ     | 受賞       |
| 2019   | ウクライナ映画アカデミー賞 | 脚本賞                   | ドンバス                 | 受賞       |
| 2019   | ウクライナ映画アカデミー賞 | 作品賞                   | ドンバス                 | 受賞       |
| 2018   | ウクライナ映画批評家協会賞 | 作品賞                   | ドンバス                 | 受賞       |
| 2018   | ウクライナ映画批評家協会賞 | 監督賞                   | セルゲイ・ロズニツァ     | 受賞       |
| 2021   | シカゴ国際映画祭賞         | シルバー・ヒューゴ賞     | バビ・ヤール             | 受賞       |
| 2021   | ロンドン映画祭章           | グリアソン賞             | バビ・ヤール             | 受賞       |
| 2016   | ロシア映画批評家協会賞     | 最優秀ドキュメンタリー賞 | 新生ロシア1991           | 受賞       |
| 2011   | ロシア映画批評家協会賞     | 最優秀新人賞             | セルゲイ・ロズニツァ     | 受賞       |
| 2005   | ロシア映画批評家協会賞     | 最優秀ドキュメンタリー賞 | Blockade                 | 受賞       |

## 関連文献
- 重田園江『真理の語り手 アーレントとウクライナ戦争』白水社、2022年11月28日。ISBN 9784560094754。（電子版あり）[22][23]
- Beumers, Birgit. A history of Russian cinema (London : Bloomsbury Academic, 2019)
- Salys, Rimgaila ed. The contemporary Russian cinema reader 2005-2016 (Boston : Academic Studies Press, 2019)
- Strukov, Vlad. Contemporary Russian cinema : symbols of a new era (Edinburgh : Edinburgh University Press 2018)